# Azodicarboxamid
Azodicarboxamid ist eine chemische Verbindung aus der Gruppe der Azoverbindungen und Harnstoffderivate.

## Gewinnung und Darstellung
Azodicarboxamid kann durch Reaktion von Harnstoff mit Hydrazin und Oxidation des entstehenden Zwischenproduktes gewonnen werden.

## Eigenschaften
Azodicarbonamid ist ein gelblicher Feststoff. Er zersetzt sich ab 90 °C, wobei Stickstoff, Kohlenstoffmonoxid, Isocyansäure und deren Polymerisationsprodukte sowie Ammoniak entstehen und in geschlossenen Gefäßen der Druck stark ansteigt. Beim thermischen Abbau entsteht Semicarbazid.

## Verwendung

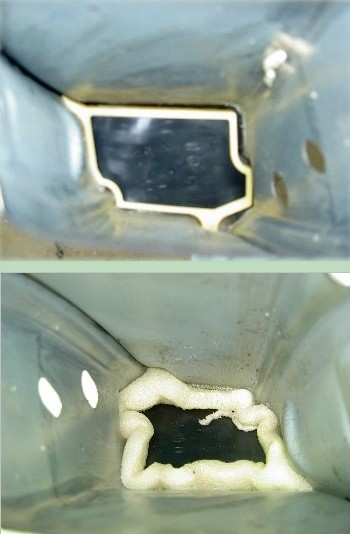
Expansion eines Polymers

Azodicarboxamid kann als Triebmittel verwendet werden. Lebensmitteln aus Mehl wird Azodicarbonamid als Teigverbesserer und Bleichmittel zugesetzt. Diese Nutzung von Azodicarbonamid als Lebensmittelzusatzstoff ist in der EU nicht erlaubt.
Azodicarboxamid ist außerdem das bekannteste chemische Treibmittel für Thermoplaste und Epoxidharze. Mit einer Gasausbeute von 220 ml/g ist es sehr wirtschaftlich.

## Sicherheitshinweise
Azodicarboxamid ist ein explosionsgefährlicher Feststoff. Er reagiert auf Schlag oder Reibung, Erwärmung oder andere Zündquellen mit raschem Zerfall unter Bildung großer Gasmengen.